# Врабча
 Тази статия е за селото в Трънско.  За улицата в София вижте Врабча (улица).  За бившето село в Пиринска Македония вижте Врабча (Пирин).
Врабча (на сръбски: Врапча или Vrapča) е българско разделено село между България и Сърбия по силата на Ньойския договор от 1919 г. Българската част е в община Трън, област Перник, а сръбската – в община Цариброд, Пиротски окръг.

## География
Село Врабча се намира в планината Гребен, гранична между България и Сърбия. Отстои на 70 km от София и на 10 km от Трън. Непосредствено преди селото по пътя от Трън има малък водопад. Съвсем близо се намира връх Драговски камък, където е имало крепост.

## История
Късноантичната и средновековна крепост „Градище“ се намира на едноименната височина на 720 метра северозападно по права линия от центъра на селото. Изградена е на естествено защитено възвишение. Стената е била изградена от ломен камък, споен с хоросан. Очертава се под вал, но се е виждала и над повърхността. Съществувала е и през ранното Средновековие. Надморска височина: 1093 метра. GPS координати: 42°52’16” с.ш. и 22°42’01” и.д. В миналото на върха на едноименното възвишение са се провеждали събори, в последните години те се правят в центъра на селото.
В съкратен регистър на Пиротския кадилък от 1530 година Врабче е отбелязано като село с 16 домакинства и един неженен жител. Други 9 домакинства са войнушки, част от джемаата на Драйко, син на Радошин от село Секириче. В османски данъчни регистри на немюсюлманското население от 1623 – 1624 година селото е отбелязано под името Върабча с 28 джизие ханета (домакинства). Отбелязвано е също и като Вирабеч (Врабец) в 1453 г., Вирабчу (Вирабчо) в 1576 г., Вирабча в 1624 г., Врабча в 1451 г., Врабча в 1878 г. Населението във Врабча по време на османското владичество винаги е било изключително българско и в него и околностите му никога не е имало турски конак.
На 30 декември 1877 година в с. Врабча капитан Симо Соколов обявява Знеполско-Краищенско въстание, обхванало районите на Западните български покрайнини. Това е част от националноосвободителното движение на българите, съвпаднало с Руско-турската освободителна война (1877 – 1878). Същия ден завършва прехвърлянето на Западния отряд на руската армия през Стара планина.
По време на Балканската война в 1912 година 2-ма души от селото се включват като доброволци в Македоно-одринското опълчение. Във Войните за национално обединение 1912 – 1918 г. загиват 48 местни жители}}
През 1907 година във Врабча е основана земеделска кооперация „Победа“. В 1933 година е основана и кооперация за застраховане на добитък. Към 1935 г. земеделската кооперация има 44 членове, а животновъдната – 21.

## Население
В „Българска Енциклопедия“ на братя Данчови е отбелязано за Врабча:
| „ | „с. въ Трънска околия; 845 ж. На североизтокъ отъ Трънъ. Живописна околностъ. Населението се занимава съ земеделие, скотовъдство и дюлгерство и е особено гостоприемно. При преброяването презъ 1926 г. имало е 1,029 ж.“ | “ |

През 1985 година тази част от селото, която се намира в България, има 112 жители.

## Културни и природни забележителности
Селото се намира на изключително красиво място. Макар да е доста обезлюдено, като площ то обхваща немалка територия, тъй като къщите са разпръснати на относително големи разстояния помежду си – нещо, което е характерно за целия Трънски район. В селото и околностите му са намирани и все още се намират червени плочки, за които се смята, че са от римски храм.
Църквата на Врабча се намира в западната централна част на селото. Тя е изградена на мястото на по-стара църква, изгорена два пъти от турците. Носела е името на свети Георги и се предполага, че е строена по времето на цар Константин Тих през XIII век , а е преустроена около 1690 г. През 20 век по неизвестни причини един свещеник я преименува на свети Димитър. В двора ѝ има вековно дърво и чешма. Според преданието, когато открили старата църква, тя била затрупана с пръст и върху нея растели здравец и люляк. Вероятно е била затрупана, за да я опазят от поругаване от турците.
През зимата в домовете са обичайните семейни компании и не се мяркат много външни хора, тъй като селото е високо в планината и е труднодостъпно. Неповторимите планински пейзажи, ливадите с уханни цветя, Врабчанският водопад, който замръзва през зимата, и множеството скали наоколо превръщат селото в чудесно място за екскурзии. Самият водопад се пада вляво от шосето, водещо към селото, в ниското покрай Врабчанската река, където има също нещо като скален тунел, изкопан от реката, и карстов извор, както и кът за пикник и барбекю, поддържан от местните хора. В покрайнините на водопада има и множество пещери, идеално място за алпинисти.
Врабча е изходен пункт за посещението на още няколко природни забележителности в близост:
- връх Драговски камик (1118 m) с останките от стара крепост
- Бежанската пещера под връх Драговски камик
- връх Стакев камик (1051 m), където вероятно също е имало древно скално светилище
- Светилище Гарванов камик (1008 m)
- Късноантична и средновековна крепост Градище на връх Градище (1093 m)

## Просветна дейност
В селото се открива килийно училище още в XVII век. В 1874 г. е открито и светско, но тъй като е много малко и не може да побере децата, се е преподавало също и в частни къщи – Дживджиловата, Тасевата, Маревата и др. През 1921 г. е открита и прогимназията. Сегашното училище „Поручик Стоян Т. Банов“ е изградено през 1942 г. от предприемача Тодор Лумин. Поради липса на ученици прогимназията е закрита през 1968 г.

## Фамилни срещи
Всяка година в началото на септември има голяма фамилна среща на Симовите – род, произхождащ от село Врабча.

## Галерия
- Врабча
- Околностите на Врабча
- Врабча
- Къща в селото

## Други
На Врабча е наречена улица в Центъра на София (Карта).
Залив Врабча на остров Хейуд, Южни Шетландски острови е наименуван в чест на село Врабча.

## Личности
Родени във Врабча
- Ика Стоянова, българска народна певица